# Filmåret 2026
Filmåret 2026 är en översikt över händelser, inklusive prisutdelningar, festivaler, en lista över släppta filmer och anmärkningsvärda dödsfall.

## Årets filmer
#
- 28 Years Later: The Bone Temple

A
- Animal Friends
- Avengers: Doomsday

B
- The Bride

C
- Coyote vs. Acme
- Clayface

D
- The Dish

E
- The Entertainment System is Down

F
- Fast X: Part 2
- Flowervale Street
- Förbannelsen – en kärlekshistoria

G
- Goat – bäst i världen
- Grannfejden
- Greenland: Migration

H
- The Hunger Games: Sunrise on the Reaping

I
- I Can Only Imagine 2
- Ice Age 6
- Is God Is

J
- Jumanji 4
- Jönssonligan & Wall Enberg

K
- Katten i hatten

L
- The Legend of Aang: The Last Airbender
- The Lord of the Rings: The Hunt for Gollum

M
- The Magic Faraway Tree
- The Mandalorian & Grogu
- Masters of the Universe
- Mercy
- Michael
- Minioner 3
- Mutiny

O
- The Odyssey
- Operation bäver

P
- PAW Patrol: The Dino Movie
- Project Hail Mary

R
- The RIP

S
- Sanam Teri Kasam 2
- Scary Movie 6
- Scream 7
- Send Help
- Shiver
- Shrek 5
- Skurkarnas skurk
- Sommarmöten
- SOULM8TE
- Spider-Man: Brand New Day
- The Storm
- Street Fighter
- Supergirl: Woman of Tomorrow
- Super Mario Bros. Filmen 2

T
- Three Bags Full: A Sheep Detective Movie
- Toy Story 5

V
- Moana

W
- Wuthering Heights

## Svenska biopremiärer
Filmer som kommer att ha premiär i Sverige under 2026.
| Sverigepremiärer 2026 | Sverigepremiärer 2026 | Sverigepremiärer 2026                  | Sverigepremiärer 2026 | Sverigepremiärer 2026 | Sverigepremiärer 2026             | Sverigepremiärer 2026 |
| Datum                 | Datum                 | Titel                                  | Land                  | Regi och medverkande | Genre                             | Ref                   |
| --------------------- | --------------------- | -------------------------------------- | --------------------- | --- | --------------------------------- | --------------------- |
| J A N U A R I         | 2                     | SOULM8TE                               | USA                   | Regi: Kate Dolan; Med: | Sci-fi, Skräck                    | [ 1 ] [ 2 ]           |
| F E B R U A R I       | 11                    | Goat – bäst i världen                  | USA                   | Regi: Tyree Dillihay & Adam Rosette; Med: Caleb McLaughlin, Gabrielle Union, Nick Kroll, Nicola Coughlan, David Harbour                                        | Sport, Familj, Komedi             | [ 3 ] [ 4 ]           |
| F E B R U A R I       | 20                    | Grannfejden                            | Sverige               | Regi: Ulf Malmros; Med: Tuva Novotny, Ida Hallquist, Robert Gustafsson, Kjell Bergqvist                                                                        | Drama, Komedi                     | [ 5 ] [ 6 ]           |
| F E B R U A R I       | 20                    | SvampBob: Jakten på Fyrkant            | USA                   | Regi: Derek Drymon; Med: Tom Kenny, Bill Fagerbakke, Rodger Bumpass, Brian Doyle-Murray, Clancy Brown                                                          | Animerad, Äventyr, Komedi         | [ 7 ] [ 8 ]           |
| F E B R U A R I       | 27                    | Scream 7                               | USA                   | Regi: Kevin Williamson; Med: Neve Campbell, Isabel May, Mckenna Grace, Mason Gooding                                                                           | Skräck, Thriller, Mysterie        | [ 9 ] [ 10 ]          |
| F E B R U A R I       | 27                    | Katten i hatten                        | USA                   | Regi: Erica Rivinoja & Alessandro Carloni; Med: Bill Hader, Quinta Brunson, Xochitl Gomez, Bowen Yang, Matt Berry, Paula Pell                                  | Animerad, Fantasy, Komedi         | [ 11 ]                |
| M A R S               | 6                     | Operation bäver                        | USA                   | Regi: Daniel Chong; Med: Piper Curda, Bobby Moynihan, Jon Hamm                                                                                                 | Animerad, Science fiction, Komedi | [ 12 ] [ 13 ]         |
| A P R I L             | 3                     | Super Mario Bros. Filmen 2             | USA                   | Regi: Aaron Horvath & Michael Jelenic; Med: | Animerad, Äventyr, Komedi         | [ 14 ] [ 15 ]         |
| M A J                 | 1                     | Animal Friends                         | USA                   | Regi: Peter Atencio; Med: Ryan Reynolds, Jason Momoa, Vince Vaughn, Eric André, Addison Rae, Ellie Bamber, Rob Delaney, Lil Rel Howery, Dan Levy, Aubrey Plaza | Äventyr, Action, Komedi,          |                       |
| M A J                 | 13                    | The Dish                               | USA                   | Regi: Steven Spielberg; Med: Emily Blunt, Josh O'Connor, Colin Firth, Colman Domingo                                                                           | Drama, Sci-Fi                     | [ 16 ] [ 17 ]         |
| M A J                 | 22                    | The Mandalorian & Grogu                | USA                   | Regi: Jon Favreau; Med: Pedro Pascal, Sigourney Weaver | Action, Äventyr, Sci-Fi           | [ 18 ] [ 19 ]         |
| J U N I               | 19                    | Toy Story 5                            | USA                   | Regi: Andrew Stanton ; Med: Tom Hanks, Tim Allen | Animerad, Äventyr, Komedi         | [ 20 ] [ 21 ]         |
| J U N I               | 26                    | Supergirl: Woman of Tomorrow           | USA                   | Regi: Craig Gillespie; Med: Milly Alcock, Matthias Schoenaerts                                                                                                 | Action, Sci-Fi                    | [ 22 ] [ 23 ]         |
| J U L I               | 1                     | Minioner 3                             | USA                   | Regi: Pierre Coffin ; Med: Pierre Coffin | Animerad, Äventyr, Komedi         | [ 24 ] [ 25 ]         |
| J U L I               | 10                    | Moana                                  | USA                   | Regi: Thomas Kail; Med: Dwayne Johnson, Catherine Laga’aia | Familj, Äventyr, Fantasy          | [ 26 ] [ 27 ]         |
| J U L I               | 17                    | The Odyssey                            | USA                   | Regi: Christopher Nolan; Med: Matt Damon, Tom Holland, Zendaya, Anne Hathaway                                                                                  | Action, Äventyr                   | [ 28 ] [ 29 ]         |
| J U L I               | 31                    | Spider-Man: Brand New Day              | USA                   | Regi: Destin Daniel Cretton; Med: Tom Holland | Action, Sci-fi                    | [ 30 ] [ 31 ]         |
| O K T O B E R         | 9                     | The Legend of Aang: The Last Airbender | USA                   | Regi: Lauren Montgomery; Med: Dave Bautista, Eric Nam, Dionne Quan, Jessica Matten, Román Zaragoza, Steven Yeun                                                | Animerad, Fantasy                 | [ 32 ] [ 33 ]         |
| D E C E M B E R       | 18                    | Ice Age 6                              | USA                   | Regi: ; Med: Ray Romano, Denis Leary, John Leguizamo, Queen Latifah                                                                                            | Animerad, Äventyr, Komedi         | [ 34 ] [ 35 ]         |
| D E C E M B E R       | 18                    | Avengers: Doomsday                     | USA                   | Regi: Bröderna Russo; Med: Benedict Cumberbatch, Simu Liu, Brie Larson, Robert Downey Jr., Pedro Pascal                                                        | Action, Äventyr, Sci-Fi           | [ 36 ] [ 37 ]         |
| D E C E M B E R       | 23                    | Shrek 5                                | USA                   | Regi: Brad Ableson, Walt Dohrn & Conrad Vernon; Med: Mike Myers, Eddie Murphy, Cameron Diaz, Zendaya                                                           | Animerad, Fantasy, Komedi         | [ 38 ] [ 39 ]         |

### Fotnoter
1. ↑  ”SOULM8TE (2026)”. Internet Movie Database. http://www.imdb.com/title/tt32654916/.
2. ↑  ”SOULM8TE (2026)”. MovieZine. https://www.moviezine.se/movies/soulm8te.
3. ↑  ”Goat – bäst i världen (2026)”. Internet Movie Database. http://www.imdb.com/title/tt27613895/.
4. ↑  ”GOAT - bäst i världen | Filmstaden”. www.filmstaden.se. https://www.filmstaden.se/film/goat-bast-i-varlden/. Läst 17 augusti 2025.
5. ↑  ”Grannfejden (2026)”. Internet Movie Database. http://www.imdb.com/title/tt35623371/.
6. ↑  ”Grannfejden”. www.filmstaden.se. https://www.filmstaden.se/film/grannfejden/undefined/film/grannfejden/. Läst 24 juli 2025.
7. ↑  ”The SpongeBob Movie: Search for SquarePants (2025)”. Internet Movie Database. http://www.imdb.com/title/tt23572848/.
8. ↑  ”The SpongeBob Movie: Search for SquarePants (2025)”. MovieZine. https://www.moviezine.se/movies/the-spongebob-movie-search-for-squarepants.
9. ↑  ”Scream 7 (2025)”. Internet Movie Database. http://www.imdb.com/title/tt27047903/.
10. ↑  ”Scream VII (2025)”. MovieZine. https://www.moviezine.se/movies/scream-vii.
11. ↑  ”Katten i hatten (2026)”. Internet Movie Database. http://www.imdb.com/title/tt2321555/.
12. ↑  ”Operation bäver (2026)”. Internet Movie Database. http://www.imdb.com/title/tt26443616/.
13. ↑  ”Operation bäver (2026)”. MovieZine. https://www.moviezine.se/movies/hoppers.
14. ↑  ”The Super Mario Bros. Movie 2 (2026)”. Internet Movie Database. http://www.imdb.com/title/tt28650488/.
15. ↑  ”“Super Mario Bros 2”-filmen lovar att bjuda på några riktigt nördiga karaktärer”. MovieZine. https://www.moviezine.se/nyheter/super-mario-bros-2-filmen-lovar-att-bjuda-pa-nagra-riktigt-nordiga-karaktarer. Läst 25 januari 2025.
16. ↑  ”The Dish (2026)”. Internet Movie Database. http://www.imdb.com/title/tt15047880/.
17. ↑  ”The Dish (2026)”. MovieZine. https://www.moviezine.se/movies/the-dish-2026.
18. ↑  ”The Mandalorian & Grogu (2026)”. Internet Movie Database. http://www.imdb.com/title/tt30825738/.
19. ↑  ”The Mandalorian & Grogu (2026)”. MovieZine. https://www.moviezine.se/movies/the-mandalorian-grogu.
20. ↑  ”Toy Story 5 (2026)”. Internet Movie Database. http://www.imdb.com/title/tt29355505/.
21. ↑  ”Toy Story 5 (2026)”. MovieZine. https://www.moviezine.se/movies/toy-story-5.
22. ↑  ”Supergirl: Woman of Tomorrow (2026)”. Internet Movie Database. http://www.imdb.com/title/tt8814476/.
23. ↑  ”Supergirl: Woman of Tomorrow (2026)”. MovieZine. https://www.moviezine.se/movies/supergirl-woman-of-tomorrow.
24. ↑  ”Minioner 3 (2026)”. Internet Movie Database. http://www.imdb.com/title/tt32890033/.
25. ↑  ”Minioner 3 (2026)”. MovieZine. https://www.moviezine.se/movies/minioner-3.
26. ↑  ”Moana (2026)”. Internet Movie Database. http://www.imdb.com/title/tt27419466/.
27. ↑  ”Moana (2026)”. MovieZine. https://www.moviezine.se/movies/moana-vaiana-2026.
28. ↑  ”The Odyssey (2026)”. Internet Movie Database. http://www.imdb.com/title/tt33764258/.
29. ↑  ”The Odyssey (2026)”. MovieZine. https://www.moviezine.se/movies/the-odyssey-2026.
30. ↑  ”Spider-Man: Brand New Day (2026)”. Internet Movie Database. http://www.imdb.com/title/tt22084616/.
31. ↑  ”Spider-Man: Brand New Day (2026)”. MovieZine. https://www.moviezine.se/movies/spider-man-4.
32. ↑  ”The Batman Part II (2026)”. Internet Movie Database. http://www.imdb.com/title/tt19850008/.
33. ↑  ”The Batman Part II (2026)”. MovieZine. https://www.moviezine.se/movies/the-batman-part-ii.
34. ↑  ”Ice Age 6 (2026)”. Internet Movie Database. http://www.imdb.com/title/tt34512981/.
35. ↑  ”Ice Age 6 (2026)”. MovieZine. https://www.moviezine.se/movies/ice-age-6.
36. ↑  ”Avengers: Doomsday (2026)”. Internet Movie Database. http://www.imdb.com/title/tt21357150/.
37. ↑  ”Avengers: Doomsday (2026)”. MovieZine. https://www.moviezine.se/movies/avengers-doomsday.
38. ↑  ”Shrek 5 (2026)”. Internet Movie Database. http://www.imdb.com/title/tt6113186/.
39. ↑  ”Shrek 5 (2026)”. MovieZine. https://www.moviezine.se/movies/shrek-5.

### Webbkällor
- Svensk Filmdatabas – Filmer med premiär 2026
- MovieZine – Kalender med premiärdatum
- IMDb – Filmer med premiär 2026 (engelska)